# Mysidetes crassa
Mysidetes crassa är en kräftdjursart som beskrevs av Hansen 1913. Mysidetes crassa ingår i släktet Mysidetes och familjen Mysidae. Inga underarter finns listade i Catalogue of Life.